# Valmiki-Nationalpark
Der Valmiki-Nationalpark (Hindi वाल्मीकि राष्ट्रीय उद्यान IAST Vālmīki rāṣṭrīya udyāna) ist ein Nationalpark im indischen Bundesstaat Bihar.

## Lage
Der Valmiki-Nationalpark liegt im Nordwesten Bihars im Distrikt West-Champaran an der Grenze zu Nepal am Fuß des Himalaya. Auf nepalesischer Seite liegt direkt angrenzend der Chitwan-Nationalpark. Der Park gehört zur weiteren Ganges-Ebene und die mittlere Höhe über dem Meeresspiegel variiert zwischen 88 und 125 m. Die westliche Begrenzung des Valmiki-Wildtierschutzgebiets wird vom Fluss Gandak gebildet. Der Park bietet eine abwechslungsreiche Landschaft aus dichten Wäldern, offenen Waldgebieten, Grasland, Sümpfen und Flussufern.
Der Jahresniederschlag liegt zwischen 1450 und 2100 mm und die Temperaturen variieren zwischen minimal 3 °C und maximal 37 °C.

## Geschichte
Einen ersten formellen Schutzstatus erhielten die Valmiki-Waldgebiete im unabhängigen Indien mit der Verordnung vom 6. Januar 1953, die 909,86 km² unter Schutz stellte (darunter auch 8,73 km² in Udaipur, Bihar). Bis zum Jahr 1974 befanden sich die Wälder unter der Verwaltung der Forstbehörde von Bihar, die die Aufforstung des Gebietes betrieb (Teakbaum, Asiatischer Kapokbaum, Indischer Palisander, Bambus). Ab 1974 erhielt die Bihar State Forest Development Corporation (Waldentwicklungsgesellschaft des Bundesstaats Bihar) die Zuständigkeit, die vor allem kommerzielle Waldnutzungsziele verfolgte.
Am 4. Mai 1978 wurde ein 462 km² großes Waldgebiet als „Valmiki-Naturschutzgebiet“ (Valmiki Wildlife Sanctuary) ausgewiesen und am 6. März 1990 ein 419 km² großes Gebiet hinzugefügt, so dass das gesamte Schutzgebiet danach 880,78 km² umfasste. 335,64 km² davon wurden am 5. Dezember 1990 zum Nationalpark erklärt. 1994 wurde die Waldgebietsverwaltung der Bihar State Forest Development Corporation wieder entzogen und am 11. März 1994 wurde in den Valmiki-Waldgebieten das 898,937 km² große Valmiki-Tigerreservat eingerichtet, bestehend aus einer Kernzone von 589,789 km² und einer Pufferzone von 309,143 km². Eine spätere Regierungsveröffentlichung vom 2. August 2012 spezifizierte genau die Flächen und nannte leicht abweichende Zahlen: Kernzone 598,450 km², Pufferzone 300,935 km², Gesamtfläche 899,385 km².

## Flora und Fauna

### Flora
Häufig zu findende Pflanzen sind Salbaum, Kamalabaum, Khoibaum, Terminalia elliptica, Terminalia belerica, Adina cordifolia, Indischer Palisander, Mitragyna parviflora, Ehretia laevis, Anogeissus latifolia, Teakbaum, Salmalia malabarica, Dalbergia sissoo, Gerber-Akazie, Syzygium cumini, Dillenia pentagyna, Ficus glomerata, Calamus tenuis, Colebrookea oppositifolia, Currybaum, Bridelia retusa, Indigofera pulchella, Leea asiatica, Silberhaargras, Saccharum spontaneum, Eulaliopsis binata, Vetiveria zizanioides, Capillipedum assimile, Chrysopogon aciculatus, Phragmites karka, Emblica officials, Langer Pfeffer, u. a. m.

### Fauna
Die Großsäugetier-Fauna besteht aus Königstiger, Panzernashorn, Kragenbär, Rothund, Wasserbüffel, Wildschwein, Streifenhyäne, Bengalkatze, Asiatischer Wildkatze, Fischkatze, Schlankaffen, Muntjaks, Axishirschen, Nilgauantilopen, Gleithörnchen usw.
In der Vogelwelt finden sich Kalifasan, Rotnacken-Laufhühnchen, Elfenschnäpper, Raubwürger, Wacholderlaubsänger, Baumpieper, Brillenvögel, Grünbartvogel, Watvögel, Ibisse, Störche, Pittas, Flussregenpfeifer, Schnepfenvögel, Orienthornvogel, Graukappen-Glanztaube, Grüntauben, Kupfertaube etc.
Die Zoological Survey of India beschrieb 10 Amphibien-, 27 Reptilien- und 75 Insektenarten. Zu den größeren Reptilien zählten Dunkler und Heller Tigerpython, Südasiatische Kobra, Königskobra, Kraits, Sumpfkrokodil, Gangesgavial sowie Warane. Hier gefundene Schmetterlingsarten waren unter anderen der gewöhnliche Mormonenfalter (Papilio Polytes), der große Mormonenfalter (Papilio memnon), Parantica aglea, Hypolimnas bolina, Libythea myrrha, Junonia atlites, Papilio demoleus und Euploea core.